# Campionato panamericano di rugby
Il campionato panamericano di rugby (in inglese Pan American Championship, in spagnolo Torneo Panamericano de Rugby) fu una competizione internazionale di rugby a 15 contesa dal 1995 al 2003.
Organizzata dalla Pan-American Rugby Association (PARA), il ramo continentale dell'America dell'International Rugby Board (oggi World Rugby),  venne creata con lo scopo di dare un campione al continente americano, rugbisticamente diviso tra America del Nord e Sudamerica.
Il torneo si tenne a cadenza biennale, ad eccezione delle prime due edizioni, e vide confrontarsi le squadre nazionali di Argentina, Canada, Uruguay e, dalla seconda edizione, degli Stati Uniti.
Tutte e cinque le edizioni del campionato furono vinte dall'Argentina; dopo quella del 2003 il torneo venne soppresso e non più disputato.

## Albo d'oro
| Edizione | Sede                | Nazioni | Vincitrice | 2ª classificata | 3ª classificata | 4ª classificata |
| -------- | ------------------- | ------- | ---------- | --------------- | --------------- | --------------- |
| 1995     | Argentina e Uruguay | 3       | Argentina  | Canada          | Uruguay         | ―               |
| 1996     | Ontario             | 4       | Argentina  | Canada          | Stati Uniti     | Uruguay         |
| 1998     | Buenos Aires        | 4       | Argentina  | Canada          | Stati Uniti     | Uruguay         |
| 2001     | Ontario             | 4       | Argentina  | Canada          | Stati Uniti     | Uruguay         |
| 2003     | Buenos Aires        | 4       | Argentina  | Stati Uniti     | Canada          | Uruguay         |